# باسكال سيغان
باسكال سيغان (بالفرنسية: Pascal Cygan)‏ (29 أبريل 1974 فرنسا - ) هو لاعب كرة قدم بولندي، يلعب كمدافع.

## روابط خارجية
- باسكال سيغان على موقع رابطة كرة القدم الفرنسية للمحترفين (الإنجليزية)
- باسكال سيغان على موقع قاعدة بيانات كرة القدم.إي يو (الإنجليزية)
- باسكال سيغان على موقع بيانات كرة القدم. دي إي (الألمانية)
- باسكال سيغان على موقع ليكيب (الفرنسية)
- باسكال سيغان على موقع Soccerbase.com (لاعب) (الإنجليزية)
- باسكال سيغان على موقع Soccerway.com (الإنجليزية)
- باسكال سيغان على موقع عالم كرة القدم.نت (الإنجليزية)